# Матричные популяционные модели
Матричные популяционные модели — это особый тип популяционных моделей, использующий матричную алгебру. Популяционные модели используются в популяционной экологии для моделирования динамики популяций животных или человека. Матричная алгебра, в свою очередь, является способом записи большого количества повторяющихся и громоздких алгебраических вычислений (итераций).
При условии, что отдельные особи в популяции могут быть сгруппированы в категории, в которых вероятности выживания и темпы воспроизводства одинаковы для любой особи, эти модели можно использовать для прогнозирования изменений в количестве особей, присутствующих в каждой категории от одного временно́го шага к другому (обычно временной шаг принимают равным году).
Общая форма матричных моделей популяции: 
{\displaystyle \mathbf {n} (t+1)=\mathbf {A\,n} (t),}
где n(t) — вектор, компоненты которого равны числу особей в разных классах модели, а A — матрица с положительными коэффициентами. Таким образом, модель матрицы населения можно рассматривать как расширение геометрической модели роста Мальтуса, чтобы учесть тот факт, что отдельные особи в популяции не идентичны.
Одним из главных преимуществ этих моделей является их большая простота. Это делает их важными инструментами для теоретической экологии, а также для более прикладных областей, таких как биология сохранения или демография человека.

## История
Использование матричных моделей для описания динамики популяции было введено несколько раз независимо:
- Харро Бернарделли в 1941 г. [2],
- Э. Г. Льюисом в 1942 г. [3]
- Патриком Х. Лесли в 1945 г. [4][5]. Поскольку работа Лесли является наиболее совершенной и наиболее влиятельной, ему обычно приписывают введение матричных моделей популяции в биологию.

Рассмотренные Лесли модели были ограничены структурой популяции по возрастным группам. В 1965 году Леонард Лефкович ввёл классификацию по стадиям развития. Модель, структурированная по классам размеров, была введена в следующем году Майклом Б. Ашером. Другие структуры были введены позже, такие как структурирование в соответствии с географическим положением, используемым в моделях метапопуляции. Сегодня, хотя очевидно, что матричные модели популяции могут быть обобщены для любой дискретной структуры населения, модели возраста и класса размера остаются наиболее распространёнными на практике.

## Математическое выражение модели

### Общая форма

#### Модель Мальтуса
Предложенная  Мальтусом модель экспоненциального роста: 
{\displaystyle n(t+1)=\lambda \,n(t),}
где n(t) — число особей в момент времени t, а λ — знаменатель геометрической прогрессии, который выражает средний вклад индивидуума, присутствующего в популяции в момент времени t, в прирост численности популяции на следующем временно́м шаге. Математическая индукция даёт формулу для численности популяции: 
{\displaystyle n(t)=\lambda ^{t}\,n(0).}
Численность популяции следует геометрической прогрессии и растёт при λ > 1 или уменьшается при λ < 1.
Недостатком этой модели является то, что она не учитывает структуру популяции. Она основана на допущении, что все особи имеют одинаковую вероятность выживания от одного временно́го шага к другому и одинаковую скорость размножения, что является неудовлетворительным предположением во многих случаях. Матричные модели позволяют ослабить эту гипотезу.

#### Матричная модель популяции
Простой способ учесть различия между особями — это сгруппировать их в классы, в которых демографические характеристики являются однородными. Затем модель Мальтуса обобщается с учётом вклада индивидуума класса j в состав класса i на следующем шаге времени. Обозначив этот вклад aij, можем написать, что общий вклад класса j в класс i будет aij nj(t), где nj(t) — размер класса j в момент времени t, то есть количество особей, составляющих его. Суммируя по всем классам, получаем класс i в момент времени t + 1:
{\displaystyle n_{i}(t+1)=\sum _{j}a_{ij}\,n_{j}(t),}
следовательно система: 
{\displaystyle {\begin{cases}n_{1}(t+1)&=a_{11}\,n_{1}(t)+\cdots +a_{1m}\,n_{m}(t)\\&\vdots \\n_{m}(t+1)&=a_{m1}\,n_{1}(t)+\cdots +a_{mm}\,n_{m}(t)\\\end{cases}}}
Эта система может быть записана в матричной форме: 
{\displaystyle \mathbf {n} (t+1)=\mathbf {A\,n} (t).}
Вектор n = (ni) называется вектором популяции, а матрица A = (aij) называется матрицей проекции популяции. Из этого выражения мы выводим явную формулу 
{\displaystyle \mathbf {n} (t)=\mathbf {A} ^{t}\mathbf {n} (0).}
Таким образом, зная начальный вектор населённости n(0), мы можем определить размер населённости в любой момент времени t ∈ ℕ путем итерации матричного произведения.

#### Связь с марковскими цепями
Предыдущее выражение — это общая форма моделей матрицы популяции. Мы можем заметить, что для транспонированного замыкания этот формализм идентичен тому, который использовался для изучения цепей Маркова, xt+1 = xt P. Основное различие между матрицами проекций населённостей и матрицами марковских цепных переходов состоит в том, что сумма записей в столбцах A не равна 1. Это потому, что особи могут умереть (поэтому сумма может быть меньше 1) и размножаться (поэтому сумма может быть больше 1). Другое отличие состоит в том, что в случае матриц проекции популяции нас чаще всего интересуют только матрицы с дополнительными свойствами (примитивностью), например, наличием поглощающего состояния (изучено Марковская цепь) не актуальна с биологической точки зрения[прояснить].

## Балансовое уравнение популяции
Динамика любой популяций может быть описана балансовым уравнением
{\displaystyle N_{t+1}=N_{t}+B-D+I-E,}
где 
{\displaystyle N_{t+1}} — численность в момент времени t + 1;
{\displaystyle N_{t}} — численность в момент времени t;
B — число рождений в популяции в интервале времени между t и t + 1;
D — число смертей в популяции в интервале времени между t и t + 1;
I — число индивидов, иммигрирующих в популяцию в интервале времени между t и t+1;
E — число индивидов, эмигрирующих из популяции в интервале времени между t и t + 1.
Это уравнение называется BIDE-моделью (Birth — рождение, Immigration — иммиграция, Death — смерть, Emigration — эмиграция). Хотя BIDE-модели концептуально просты, довольно трудно получить надёжные оценки их переменных. Обычно исследователи пытаются оценить общую текущую численность, {\displaystyle N_{t}}, часто с помощью той или иной методики отлова и повторного отлова. Оценки B могут быть получены с помощью отношения {\displaystyle R_{i}} числа незрелых к числу взрослых особей вскоре после брачного сезона. Число смертей может быть получено путём оценки вероятности выжить в течение года, обычно с помощью методов отлова и повторного отлова, с умножением затем текущей распространённости на вероятность дожития. Часто иммиграция и эмиграция не учитывается из-за трудности их оценки.
Для дальнейшего упрощения можно считать момент времени t концом брачного сезона в году t и считать, что у данного вида только один дискретный брачный сезон в году. В этом случае BIDE-модель приведётся к виду
{\displaystyle N_{t+1}=N_{t,a}\times S_{a}+N_{t,a}\times R_{i}\times S_{i},}
где
{\displaystyle N_{t,a}} — число взрослых самок в момент t,
{\displaystyle N_{t,i}} — число незрелых самок в момент t,
{\displaystyle S_{a}} — выживаемость взрослых самок за временной шаг от момента t к моменту t + 1,
{\displaystyle S_{i}} — выживаемость незрелых самок за временной шаг от момента t к моменту t + 1,
{\displaystyle R_{i}} — доля выживших молодых самок в конце брачного сезона от всех брачующихся самок.
В матричном виде эта модель может быть записана как
{\displaystyle {\begin{pmatrix}N_{t+l_{i}}\\N_{t+l_{a}}\end{pmatrix}}={\begin{pmatrix}S_{i}R_{i}&S_{a}R_{i}\\S_{i}&S_{a}\end{pmatrix}}{\begin{pmatrix}N_{t_{i}}\\N_{t_{a}}\end{pmatrix}}.}
Предположим, что изучается вид с максимальной продолжительностью жизни 4 года. Ниже записана матрица Лесли для этого вида по годам. Каждая строка первой и третьей матрицы соответствует животным заданного интервала возрастов (0–1 лет, 1–2 года и 2–3 года). В матрице Лесли элементы верхней строки выражают фертильность особи в разных возрастах: {\displaystyle F_{1}}, {\displaystyle F_{2}} и {\displaystyle F_{3}}. Обратите внимание, что в матрице выше {\displaystyle F_{1}=S_{i}\times R_{i}}. Так как животные не доживают до возраста 4 года, матрица не содержит элемента {\displaystyle S_{3}}.
{\displaystyle {\begin{pmatrix}N_{t+l_{1}}\\N_{t+l_{2}}\\N_{t+l_{3}}\end{pmatrix}}={\begin{pmatrix}F_{1}&F_{2}&F_{3}\\S_{1}&0&0\\0&S_{2}&0\end{pmatrix}}{\begin{pmatrix}N_{t_{1}}\\N_{t_{2}}\\N_{t_{3}}\end{pmatrix}}.}
Решения этих моделей могут быть циклическими, либо квази-хаотическими по численности популяции при высоких значениях фертильности. Элементы {\displaystyle F_{i}} и {\displaystyle S_{i}} могут быть константами, либо функциями от параметров окружающей среды, таких как размер ареала или численность популяции. Также может быть учтена стохастичность внешней среды. Известно также более сложная матрица Лесли — Уильямсона, а также многочисленные вариации матриц описанные в монографии У. И. Рикера.